# Podagrion galeatae
Podagrion galeatae is een vliesvleugelig insect uit de familie Torymidae. De wetenschappelijke naam is voor het eerst geldig gepubliceerd in 1961 door Fischer.